# 야마카촌
야마카촌(山香村)은 시즈오카현의 서부, 도요다군·이와타군에 속해있던 촌이다. 현재의 하마마쓰시에 해당한다.

## 역사
- 1889년 4월 1일 - 정촌제 시행에 의해 도요다군 야마카촌이 성립하였다.
- 1896년 4월 1일 - 군 개편에 의해 이와타군에 속하게 되었다.
- 1956년 9월 30일 - 우라카와정, 사쿠마촌, 시로니시촌과 합병해, 사쿠마정이 성립하여, 동일 야마카촌은 폐지되었다.
- 2005년 7월 1일 - 사쿠마정이 하마마쓰시에 편입되었다.
- 2007년 4월 1일 - 하마마쓰시가 정령지정도시로 승격해, 구촌역이 덴류구가 되었다.

## 교통

### 도로
- 국도 제152호선

## 참고문헌
- 『角川日本地名大辞典 22 静岡県』 「角川日本地名大辞典」編纂委員会編、角川書店、1982年。ISBN 4040012208